# Buffy Summers
Buffy Anne Summers, kallad Buffy, är en rollfigur skapad av Joss Whedon. Buffy dyker upp för första gången i filmen Buffy vampyrdödaren och syns senare i TV-serien Buffy och vampyrerna, som är en fortsättning på filmen. Rollfiguren förekommer även i spinoff-serien Angel och i serietidningar, böcker och datorspel. Buffy spelas av Kristy Swanson i filmen och av Sarah Michelle Gellar i TV-serien. I datorspelen görs Buffys röst av Giselle Loren.
I varje människogeneration finns det en ung kvinna som är Utvald. Hon ska bekämpa vampyrer, demoner och alla andra mörkrets krafter. Hon är Dråparen.
Buffy Summers blir under tonåren kallad. När hon ser sina första vampyrer berättar hon för sina föräldrar och de skickar henne till mentalsjukhus (det framgår först i säsong 6). Då hon råkar ut för en hel del missöden och till slut blir relegerad från sin skola flyttar hon och hennes mamma (Joyce Summers) till den lilla staden Sunnydale i Kalifornien. Där träffar hon skolans bibliotekarie Rupert Giles, som visar sig vara hennes Väktare, det vill säga Dråparens tränare och handledare.
I första säsongen har Buffy svårt att acceptera sitt kall, men längre fram i serien blir hon en mästerlig Dråpare och tillsammans med det så kallade "Scooby-gänget", bestående av hennes vänner och bekanta, slåss hon mot ondskans makter. I och med att Buffy är en Dråpare får hon superkrafter för att kunna slåss mot demoner och vampyrer. Buffy dör ett antal gånger under seriens gång men återkommer på ett eller annat sätt till livet. När Buffy dör första gången kallas en ny Dråpare in, Kendra Young.
I säsong ett till tre har Buffy ett till-och-från-förhållande med vampyren Angel. Angel är unik som vampyr eftersom han har en själ och kämpar emot sin drift att döda människor och dricka deras blod. Under de första säsongerna är även Xander kär i henne och frågar under ett tillfälle ut henne. När Buffys förhållande med Angel tar slut i och med att han flyttar till Los Angeles träffar hon Riley Finn. Deras förhållande börjar bli lite osäkert under säsong 5 och det slutar med att Riley också lämnar stan. Senare i serien får Buffy en syster som heter Dawn. Spike blir kär i Buffy i säsong 5 men hon är inte intresserad av honom. I säsong 6 startar de ett hemligt förhållande tillsammans som endast varar i ett fåtal avsnitt. Trots sina misstag varar åtminstone deras känslor för varandra ända till seriens slut.